# Evros Vallis
L'Evros Vallis è una struttura geologica della superficie di Marte.